# Gustaf Berghman
Gustaf Schlegel Berghman (født 24. december 1836 i Stockholm, død 25. juli 1910 sammesteds) var en svensk læge. 
Berghman blev student i Uppsala 1853, cand.med. 1864 og lic.med. ved Karolinska institutet i Stockholm 1867. Han var praktiserende læge i Stockholm 1867—1882. Berghman havde studeret massage for Johann Georg Mezger i Amsterdam.